# Ловренц на Дравскем пољу
Ловренц на Дравскем пољу (словен. Lovrenc na Dravskem polju) је насељено место у општини Кидричево, Подравска регија, Словенија.

## Историја
До територијалне реорганизације у Словенији био је у саставу старе општине Птуј.

## Становништво
У попису становништва из 2011. године, Ловренц на Дравскем пољу је имао 664 становника.
| Број становника према пописима | Број становника према пописима | Број становника према пописима |
| ------------------------------ | ------------------------------ | ------------------------------ |
| 1991                           | 2002                           | 2011                           |
| 635                            | 657                            | 664                            |

Напомена: До 1952. исказивано под именом Свети Ловренц на Дравскем пољу.